# Glenea quadrinotata
Glenea quadrinotata é uma espécie de escaravelho da família Cerambycidae. Foi descrita por Félix Édouard Guérin-Méneville em 1843.  É conhecida a sua existência em Myanmar, Malásia, Laos, Índia, e Tailândia.